# Giriraj Mani Pokharel
Giriraj Mani Pokharel ou Giriraj Mani Pokhrel, âgé d'environ 51 ans (en 2008), natif du district de Khotang, est un homme politique népalais, membre du Front populaire du Népal (ou « Janamorcha Nepal »).
Membre du parlement intérimaire, il est désigné par son parti, le 12 avril 2007, pour intégrer le cabinet intérimaire dirigé par Girija Prasad Koirala, et y détenir le portefeuille de la Santé et de la Population, assisté d'une autre membre du parti, Sashi Shrestha (comme ministre d'État). Tous deux sont formellement investis, au sein du cabinet, le 29 avril 2007, postes qu'ils occuperont jusqu'au 23 juillet 2008, date de la démission formelle du cabinet intérimaire.
Le 10 avril 2008, lors de l'élection de l'Assemblée constituante, il est élu député dans la 1re circonscription du district de Mahottari.
Le 31 août 2008, dans le cadre du programme minimal commun (en anglais : Common Minimum Programme ou CMP) de gouvernement entre les maoïstes, les marxistes-léninistes et le Forum, il est nommé ministre de la Santé et de la Population dans le gouvernement dirigé par Pushpa Kamal Dahal (alias « Prachanda »), lors de la seconde série de nominations et reçoit ses pouvoirs du Premier ministre, en présence du président de la République, Ram Baran Yadav.
Il est l'un des deux seuls ministres, avec Krishna Bahadur Mahara, à retrouver ses fonctions antérieures dans le nouveau cabinet dominé par les maoïstes, si l'on excepte le cas très particulier de Rajendra Mahato, ministre de l'Industrie, du Commerce et de l'Approvisionnement, démissionnaire du cabinet intérimaire, en octobre 2007, sur pression des dirigeants de son ancien parti, et qui a été nommé ministre du Commerce et de l'Approvisionnement (sans le département de l'Industrie) dans le cabinet dirigé par Pushpa Kamal Dahal.